# Sedgwick (Kansas)
Sedgwick es una ciudad ubicada en los condados de Sedgwick y Harvey en el estado estadounidense de Kansas. En el año 2010 tenía una población de 1695 habitantes y una densidad poblacional de 562 personas por km².

## Geografía
Sedgwick se encuentra ubicada en las coordenadas 37°54′59″N 97°25′22″O / 37.91639, -97.42278 (37.916409, -97.422820).

## Demografía
Según la Oficina del Censo en 2000 los ingresos medios por hogar en la localidad eran de $44,934 y los ingresos medios por familia eran $49,659. Los hombres tenían unos ingresos medios de $37,216 frente a los $24,732 para las mujeres. La renta per cápita para la localidad era de $17,009. Alrededor del 6.2% de la población estaban por debajo del umbral de pobreza.